# Roderick Chadwick
Pour les articles homonymes, voir Chadwick.
Roderick Chadwick, né en 1978 à Manchester, est un pianiste britannique.
Roderick Chadwick a enregistré plusieurs albums pour les maisons de disque Naxos, Innova, Metier, Guild et Toccata Classics. Il a joué les œuvres de Gloria Coates, Philip Cashian, David Gorton, Nicola Campogrande et Sadie Harrison. Il enseigne à la Royal Academy of Music, à Londres.